# Idalys Ortíz

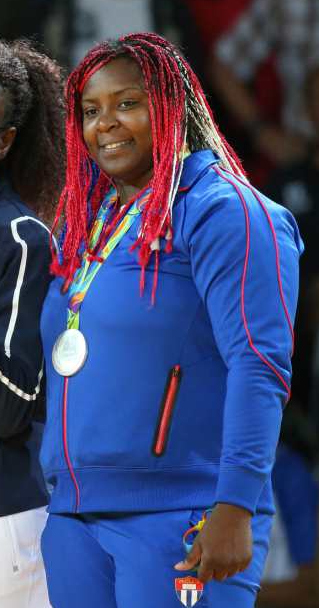
Idalys Ortíz (2016)

Idalys Ortíz Bocourt (* 27. September 1989 in Pinar del Río) ist eine kubanische Judoka im Schwergewicht. Sie war Olympiasiegerin bei den Olympischen Spielen in London 2012. Außerdem gewann sie bei Olympischen Spielen zwei Silbermedaillen und eine Bronzemedaille. Bei Weltmeisterschaften gewann sie zweimal Gold, zweimal Silber und viermal Bronze.

## Sportliche Karriere
Ortíz gewann 2007 bei den Panamerikanischen Meisterschaften ihren ersten internationalen Titel, nachdem sie vorher bereits einige internationale Turniere gewonnen hatte. Bei den Weltmeisterschaften 2007 belegte sie den fünften Platz in der offenen Klasse. 2008 gewann Ortíz ihren ersten von fünf aufeinanderfolgenden kubanischen Meistertiteln und siegte erneut bei den Panamerikanischen Meisterschaften. Bei den Olympischen Spielen 2008 in Peking unterlag sie im Schwergewicht gegen die spätere Olympiasiegerin Tong Wen aus China, kämpfte sich dann aber zur Bronzemedaille durch.
2009 gewann Ortíz zwei Titel (Schwergewicht und Offene Klasse) bei den Panamerikanischen Meisterschaften. Bei den Weltmeisterschaften 2009 erhielt sie eine Bronzemedaille im Schwergewicht. 2010 verteidigte sie beide Titel bei den Panamerikanischen Meisterschaften und erhielt erneut Bronze bei den Weltmeisterschaften. 2011 siegte sie im Schwergewicht bei den Panamerikanischen Meisterschaften und belegte den fünften Platz bei den Weltmeisterschaften. Im Oktober 2011 siegte sie im Schwergewicht bei den Panamerikanischen Spielen. 2012 gewann sie die olympische Goldmedaille in London, nachdem sie im Halbfinale die Olympiasiegerin von 2008 Tong Wen geschlagen hatte.
2013 gewann die 1,73 m große Ortíz die Titel im Schwergewicht bei den Panamerikanischen Meisterschaften und bei den Weltmeisterschaften, beide Titel konnte sie 2014 verteidigen. 2015 siegte sie bei den Panamerikanischen Meisterschaften und bei den Panamerikanischen Spielen, bei den Judo-Weltmeisterschaften 2015 erhielt sie die Bronzemedaille. 2016 gewann sie ein weiteres Mal bei den Panamerikanischen Meisterschaften. Im Finale der Olympischen Spiele 2016 unterlag sie der Französin Émilie Andéol.
Ende 2017 gewann Ortíz Bronze bei den Weltmeisterschaften in der offenen Klasse. Im Frühjahr 2018 siegte sie bei den Panamerikanischen Meisterschaften. Bei den Judo-Weltmeisterschaften 2018 erreichte sie das Finale und verlor dort gegen die Japanerin Sarah Asahina. 2019 siegte sie im April bei den Panamerikanischen Meisterschaften und im August bei den Panamerikanischen Spielen. Drei Wochen nach den Panamerikanischen Spielen erreichte sie das Finale bei den Weltmeisterschaften in Tokio, dort unterlag sie der Japanerin Akira Sone. Bei den Weltmeisterschaften 2021 belegte Ortíz den fünften Platz. Anderthalb Monate später bei den Olympischen Spielen in Tokio verlor sie im Finale gegen Akira Sone.
2022 bei den Weltmeisterschaften in Taschkent belegte Ortíz den siebten Rang. 2023 schied sie bei den Weltmeisterschaften in Doha in ihrem Auftaktkampf gegen die Türkin Kayra Özdemir aus. Bei den Panamerikanischen Meisterschaften gewann Ortíz 2023 Silber hinter der Brasilianerin Beatriz Souza. Sechs Wochen später bezwang sie Souza im Viertelfinale der Panamerikanischen Spiele in Santiago und gewann dann Gold. Im Mixed-Team gewann die kubanische Mannschaft, obwohl Ortíz gegen Souza unterlag. 2024 erkämpfte Ortíz Bronze bei den Panamerikanischen Meisterschaften. Einen Monat später unterlag die Kubanerin im Achtelfinale der Weltmeisterschaften in Abu Dhabi. Bei den Olympischen Spielen 2024 in Paris schied Ortíz im Achtelfinale gegen die Serbin Milica Žabić aus.